# Spartan C5
Spartan C5 — американский многоцелевой самолёт разработанный в 1930 году компанией Spartan Aircraft Company.

## История
Модель С5 была модификацией предыдущей конструкции Spartan C4 и являлась попыткой увеличить количество заказов, которые на предыдущую машину составили всего семь экземпляров. Изменения конструкции коснулись улучшенной аэродинамики за счёт установки капота двигателя и обтекателей шасси, так же было увеличено количество пассажирских мест до четырёх. Однако Spartan C5 не достиг коммерческого успеха, было выпущено всего четыре машины.
Первые три экземпляра были оснащены двигателями Wright Whirlwind series мощностью 225 л.с. и получили индекс C5-300. Четвёртый выпущенный самолёт получил двигатель Pratt & Whitney R-985 Wasp Junior мощностью в 300 л.с. и имел индекс C5-301.

## Конструкция
Spartan C5 представлял собой моноплан с высоко расположенным подкосным крылом. Закрытая кабина вмещала одного пилота и четырёх пассажиров. Шасси с хвостовым колесом, основные стойки имели обтекатели. Двигатель оборудовался капотом. Каркас фюзеляжа изготовлен из стальных труб, крыло из дерева, весь самолёт имел полотняное покрытие.

### Технические характеристики
Вариант С-5-301
- Экипаж: 1 пилот, 4 пассажира
- Длина: 9,95 м
- Размах крыла: 15.24 м.
- Высота: 2,72 м
- Площадь крыла: 27.78 м²
- Профиль крыла:
- Масса пустого: 1196 кг
- Масса снаряжённого:
- Нормальная взлётная масса:
- Максимальная взлётная масса: 1898 кг
- Двигатель ПД Pratt & Whitney R-985 Wasp Junior6
- Мощность: 1 x 300 л. с.

### Лётные характеристики
- Максимальная скорость: 232 км / ч
  - у земли:
  - на высоте м:
- Крейсерская скорость: 202 км / ч
- Практическая дальность: 1040 км
- Практический потолок: 4450 м
- Скороподъёмность: 288 м/мин
- Нагрузка на крыло: кг/м²
- Тяговооружённость: Вт/кг
- Максимальная эксплуатационная перегрузка:[1]